# Romans Freibergs
Romans Freibergs (* 11. Januarjul. / 24. Januar 1901greg. in Riga; † 16. Januar 1931 ebenda) war ein lettischer Fußballspieler.

## Karriere und Leben
Romans Freibergs wurde in Riga in die Familie von Jānis Freibergs und seiner Ehefrau Ksenia geboren. Anfang der zwanziger Jahre arbeitete er als Eisenbahner, und ab 1926 als Polizist. 
Als langjähriger Spieler der ersten Mannschaft von LSB Riga in der höchsten lettischen Fußballliga, war er in der Mitte der 1920er Jahre kurzzeitig zu JKS Riga gewechselt. 1926 gewann er als Teil von LSB den Riga Cup. 1929 verlor er seinen Platz in der Mannschaft und beendete seine Fußballkarriere.
Am 16. Januar 1931 beging er Suizid, indem er sich auf dem Gelände einer Polizeiwache in Riga mit seiner Dienstwaffe erschoss.